# Anatatha medialis
Anatatha medialis là một loài bướm đêm trong họ Erebidae.